# Las Condes
Las Condes je komuna u Santiagu, Čile. Po procjenama iz 2002., ima 249.893 stanovnika i površinu od 99 km². Koordinate su mu 33°24′57″S 70°35′41″W / 33.41583°S 70.59472°W.

## Također pogledajte
- Veliki Santiago

## Vanjske poveznice
- Službena stranica (šp.)

### Ostali projekti
|  | Zajednički poslužitelj ima još gradiva o temi Las Condes |